# Berberské války
Berberské války byla série dvou válek, které počátkem 19. století vedly Spojené státy, Švédsko a Sicilské království proti arabsko-berberským státům severozápadní Afriky neboli Maghrebu, tedy především proti Tuniskému bejliku, Osmanskému Alžíru, Osmanskému Tripolsku a marockým Alawitům. Nově nezávislé USA se připojily ke Švédsku, jež bylo ve válečném stavu s Osmanským Tripolskem již od roku 1800. První berberská válka probíhala od 10. května 1801 do 10. června 1805, zatímco druhá trvala pouhé 3 dny – od 17. června do 19. června 1815.
Obě války byly do značné míry reakcí na pirátství podporované státy severozápadní Afriky. Již od 16. století zajímali severoafričtí piráti ve Středomoří lodě, a dokonce přepadali pobřežní města. Do začátku 19. století sice jejich aktivita poklesla, ale berberští piráti nadále požadovali od evropských i amerických obchodních lodí, jež pluly ve vodách Středozemního moře, placení poplatků. Odmítnutí takového poplatku mělo často za následek zabavení lodi a zboží, mnohdy též zotročení posádky spojené s požadavkem o zaplacení výkupného.
Poté co se Thomas Jefferson stal v březnu 1801 v pořadí 3. prezidentem Spojených států, vyslal do Středomoří eskadru Námořnictva Spojených států, aby bojovala proti berberským pirátům. Americké loďstvo ostřelovalo řadu opevněných měst v dnešní Libyi, Tunisku a Alžírsku, takže si na berberských státech nakonec vynutilo záruky pro bezpečnou plavbu amerických lodí Středomořím a ukončilo první válku.
Za britsko-americké války v letech 1812–1815 obnovili berberští piráti podporovaní Spojeným královstvím své útoky na americká plavidla. Po skončení této války a uzavření míru s Británií proto Jeffersonův nástupce James Madison vyslal proti berberským státům flotilu. Tak došlo k druhé berberské válce, jež trvala pouhé 3 dny. Tato krátká válečná epizoda osvobodila americká plavidla plující ve Středozemním moři od placení jakýchkoli poplatků pirátům a zajistila Spojeným státům veškerá námořní práva ve zdejších vodách. To mělo za následek i výrazné snížení pirátských aktivit v oblasti.

## Pozadí
Berberští nebo též osmanští korzáři či privatýři byli severoafričtí piráti, kteří měli své základny především v přístavech Tunis, Tripolis a Alžír. Tato oblast byla v Evropě známá podle zdejšího obyvatelstva jako Berberské pobřeží. Oblast jejich pirátského působení zahrnovala celé Středomoří, dále část Atlantského oceánu na jih podél západoafrického pobřeží a na západ až po brazilské břehy a v jeho severní části až po Island. Hlavní oblastí jejich zájmu však bylo západní Středomoří. Kromě přepadávání a zabavování lodí prováděli rovněž nájezdy na evropská pobřežní města a vesnice, především v Itálii, Francii, Španělském impériu a Portugalské říši. Plenili však také města a vesnice v Anglickém království, Skotském království, Nizozemsku, Irsku až po Island. Hlavním účelem těchto útoků bylo pochytat co nejvíc Evropanů pro otrokářské trhy v Severní Africe.
Arabsko-berberské státy byly sice formálně součástí Osmanské říše, ale prakticky byly na osmanské vládě v Cařihradu nezávislé.

### Útoky
Od počátku 17. století přepadali berberští piráti podél celého severoafrického pobřeží britské lodě a za zajatce buď požadovali výkupné, nebo je prodávali do otroctví či sami zotročovali. Na výkupné se obvykle skládaly rodiny zajatců, případně i farníci v místě jeho bydliště. Britové se záhy začali seznamovat s příběhy, které sepsali vězňové a otroci berberských pirátů.
Během Americké války za nezávislost přepadali piráti americké lodě. Dne 20. prosince 1777 marocký sultán Mohammed III. vyhlásil ochranu obchodním lodím nového amerického státu. Tyto lodě, jež nyní budou pod ochranou sultanátu, mají proto právo bezpečné plavby po Středozemním moři i podél pobřeží. Marocko-americká smlouva o přátelství, zvaná též Marrákešská smlouva, byla podepsána v létě 1786 a je nejstarší americkou nepřerušenou smlouvou o přátelství s cizí mocností. Roku 1787 se Maroko stalo jednou z prvních zemí, které uznaly Spojené státy americké.
Počátkem 80. let 18. století začalo berberským pirátům docházet, že americká plavidla již nejsou pod ochranou Britského královského námořnictva, a začali se proto opět zmocňovat amerických lodí ve Středozemním moři. Vzhledem ke skutečnosti, že Kongres rozpustil v roce 1785 americké Kontinentální námořnictvo a rozprodal jeho zbývající lodě, takže USA neměly žádnou námořní vojenskou sílu, byla vláda v roce 1786 nucena souhlasit s placením výkupného, aby těmto útokům zabránila. Dne 27. března 1794 Kongres na naléhání prezidenta George Washingtona odhlasoval Zákon o poskytnutí námořní výzbroje neboli Námořní zákon z roku 1794, tedy souhlas se stavbou šesti těžkých fregat pro potřeby Námořnictva Spojených států. Úkolem těchto takzvaných prvních šesti fregat mělo být zastavení oněch útoků a s nimi spojených požadavků na stále víc a víc peněz. Poté co byla v letech 1786–1794 uznána jejich nezávislost, podepsaly USA se všemi berberskými státy smlouvy o placení poplatků výměnou za to, že američtí obchodníci budou ponecháni na pokoji. Do roku 1797 pak Spojené státy vyplatily na těchto poplatcích 1,25 milionu dolarů, což byla pětina tehdejšího ročního státního rozpočtu. Tyto platební požadavky představovaly pro státní pokladnu velkou finanční zátěž, takže k roku 1799 byly Spojené státy v prodlení vůči Osmanskému Alžíru částkou 140 000 dolarů a vůči Osmanskému Tripolsku částkou asi 150 000 dolarů. Mnozí Američané nesli tyto platby značně nelibě a tvrdili, že by bylo mnohem lepší vynaložit tyto peníze na vybudování námořnictva, které by chránilo americké lodě před pirátskými útoky. V prezidentských volbách v roce 1800 zvítězil Thomas Jefferson nad úřadujícím 2. prezidentem Johnem Adamsem zčásti také proto, že poukázal na skutečnost, že Spojené státy jsou „vystavovány okrádání zahraničními válečnými loděmi“ a ponižovány placením „ohromných částek bezvýznamnému alžírskému tyranovi“.

## První berberská válka (1801–1805)

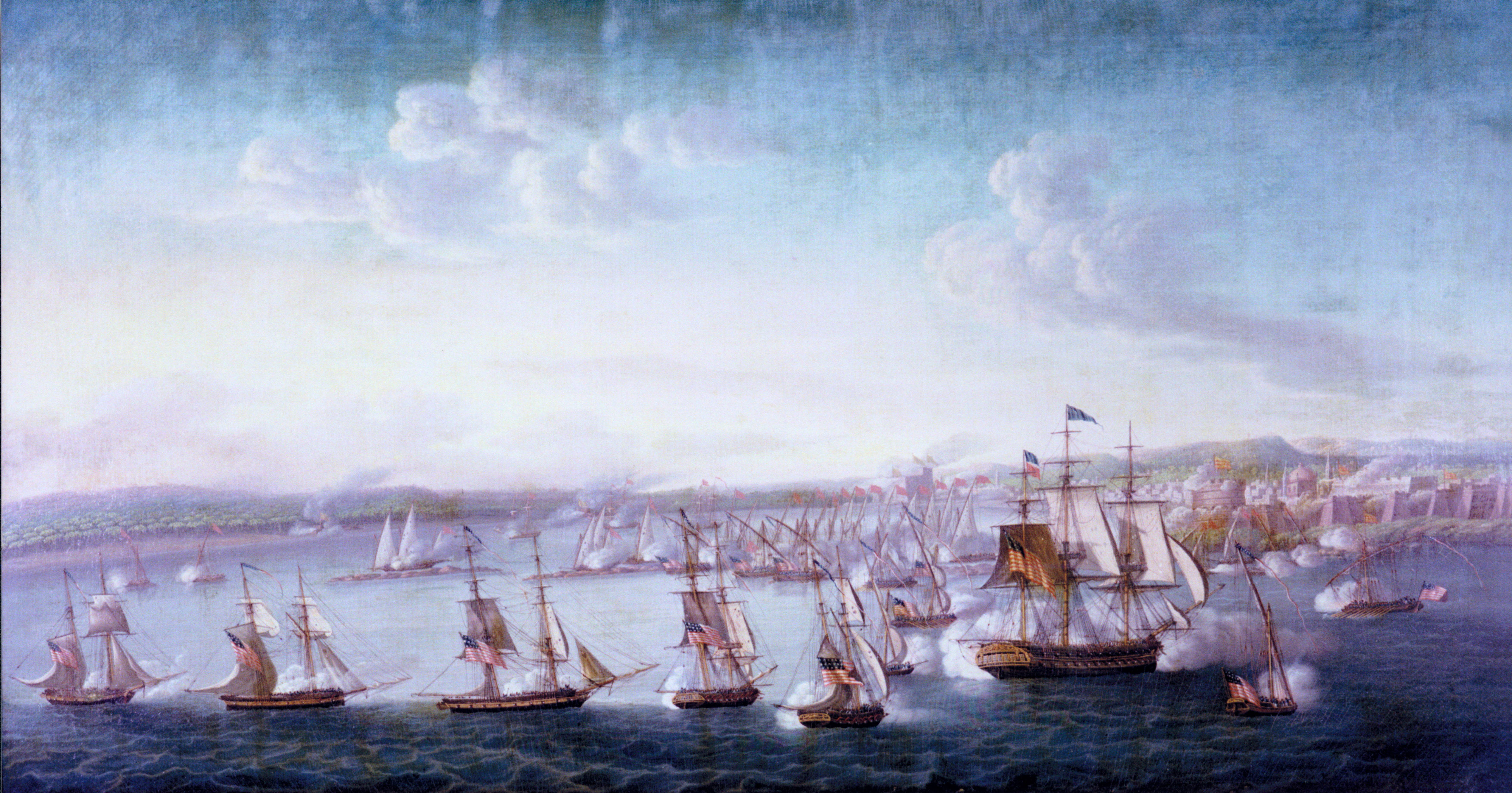
Obraz znázorňující ostřelování Tripolisu 3. srpna 1804

První berberská válka, známá též jako americko-tripolská válka, tripolská válka nebo válka na Berberském pobřeží, která probíhala v letech (1801–1805), byla první ze dvou válek mezi aliancí tvořenou USA a několika evropskými zeměmi a muslimskými státy Maghrebu známými společně jako berberské státy. Byly to Osmanské Tripolsko a Osmanský Alžír, jež byly formálně součástí Osmanské říše, a krátce i nezávislý marocký alawitský sultanát. Tato válka začala poté, co 3. prezident USA Thomas Jefferson odmítl platit berberským státům poplatky, které tyto státy po jeho nástupu do úřadu ještě značně navýšily. Tripolský paša Jusuf Karamanli proto 10. května 1801 vyhlásil Spojeným státům válku. Prezident následně ve spolupráci s Kongresem vyslal do oblasti Středozemního moře 13. května eskadru Námořnictva Spojených států, jíž velel komodor Richard Dale. Americká eskadra se připojila ke švédské flotile pod velením kontradmirála Rudolfa Cederströma blokující přístav Tripolis, neboť Švédsko bylo ve válce s Tripolskem již od roku 1800. Velení americké eskadry bylo později svěřeno komodoru Edwardu Prebleovi.
Roku 1802 schválil Kongres Zákon na ochranu obchodu a námořníků Spojených států proti tripolským válečným lodím, který opravňoval prezidenta k použití jakýchkoli potřebných plavidel, jimiž disponuje Námořnictvo Spojených států, k účinné ochraně obchodu a námořníků v Atlantském oceánu, Středozemním moři a přilehlých mořích. Zákon opravňoval americké lodě zabavovat plavidla patřící tripolskému pašovi a rozdělit posádkám ukořistěný majetek.
Americké námořnictvo sice nemělo na moři vážného protivníka, ale celá záležitost zůstávala nadále nerozhodnutá. Prezident Jefferson proto dál usiloval o navýšení americké námořní přítomnosti v oblasti. Během války tak pod velením komodora Preblea sloužila řada nejlepších lodí US Navy. Byly to: USS Argus, USS Chesapeake, USS Constellation, USS Constitution, USS Enterprise, USS Intrepid, USS Philadelphia, USS Vixen, USS President, USS Congress, USS Essex, USS John Adams, USS Nautilus, USS Scourge, USS Syren, a USS Hornet dokončená v roce 1805. Komodor Preble tak s nimi mohl udržovat blokádu berberských přístavů a provádět útoky proti jejich flotilám.

## Druhá berberská válka (1815)
Druhá berberská válka či americko-alžírská válka bylo střetnutí mezi USA a severoafrickými státy takzvaného Berberského pobřeží, tedy Osmanským Tripolskem, Tuniským bejlikem a Osmanským Alžírem. Válka skončila, poté co Senát Spojených států ratifikoval 5. prosince 1815 smlouvu, kterou 3. července téhož roku uzavřel v Alžíru komodor Stephen Decatur s alžírským dejem Omarem Aghou. Omar Agha však smlouvu, kterou byl donucen podepsat s Američany, zavrhl a odmítl přijmout mírové podmínky přijaté Vídeňským kongresem. Vyhrožoval také smrtí všech křesťanských obyvatel Alžíru. Po ničivém ostřelování Alžíru 28 loďmi anglo-nizozemské trestné výpravy, jíž velel admirál Edward Pellew, dne 27. srpna 1816 dojednal americký komisař William Shaler s alžírským dejem téhož roku novou smlouvu, kterou Senát kvůli přehlédnutí schválil až 11. února 1822.

## Dozvuky
Po skončení války přestaly USA a evropské národy platit pirátským berberským státům jakékoli poplatky. To znamenalo začátek konce pirátství ve Středomoří. Evropské země stavěly stále výkonnější a dražší lodě, s nimiž se lodi berberských pirátů nemohly rovnat ani počtem, ani technickou vybaveností. Alžírská účast v obchodu s otroky však definitivně skončila až po obsazení Osmanského Alžíru vojsky Francouzského království v červenci 1830.